# Pedro Petrone
Pedro Petrone (11. maj 1905 – 13. december 1964) var en uruguayansk fodboldspiller, der som angriber på Uruguays landshold vandt guld ved VM i 1930 på hjemmebane. Han spillede i alt 29 landskampe, hvori han scorede intet mindre end 24 mål. Han var også med til at vinde guld ved OL i 1924 i Paris og OL i 1928 i Amsterdam.
Petrone spillede på klubplan primært for Nacional i hjemlandet, men var også to år i Europa, hvor han repræsenterede Fiorentina i Italien.